# Clymenella minor
Clymenella minor är en ringmaskart som beskrevs av Arwidsson 1911. Clymenella minor ingår i släktet Clymenella och familjen Maldanidae. Inga underarter finns listade i Catalogue of Life.